# 오키베촌
오키베촌(일본어: 意岐部村)은 일본 오사카부 나카카와치군에 설치되었던 촌이다. 현재의 히가시오사카시에 해당한다.